# Marta Espinós
Marta Espinos (Jávea, 19 de marzo de 1979) es una pianista española y comisaria musical.

## Biografía
Se graduó  en el Conservatorio Superior de Música de Alicante Óscar Esplá como alumna de Ana Flori, obteniendo el Premio Especial de Música de Cámara. Gracias a una beca del Institut Valencià de la Música realiza un Postgrado de Piano y Música de Cámara en “L’Escola de Música de Barcelona”, bajo la dirección de Albert Attenelle y Jordi Mora. Posteriormente obtiene el Certificado de Artista y el Máster de Interpretación Pianística en Meadows School of the Arts, Southern Methodist University (Dallas, EE. UU.) con el Maestro Joaquín Achúcarro.
Marta Espinós se establece como una de las apuestas pianísticas más inusuales del panorama español. Especializada en tejer relaciones transversales entre la música y prácticamente cualquier disciplina o temática, Marta desarrolla una importante faceta de comisaria musical que combina con su carrera pianística.
Gracias a una marcada faceta divulgadora, se considera una buscadora de nuevas fórmulas sobre el escenario que faciliten una comunicación más fluida con la audiencia. Especializada en conciertos temáticos, workshops para no-músicos, conciertos audiovisuales y multimedia y otras recetas escénicas, siempre con el objetivo de acercar la música clásica y contemporánea a todos los públicos.
Con un repertorio que abarca desde el siglo XVII hasta nuestros días, Marta es una buscadora infatigable de repertorios poco comunes, que explora en profundidad para confeccionar programas lo más inauditos posible. Como solista ha actuado en salas y auditorios de Europa y América.
De manera paralela a su actividad pianística, Marta es codirectora de Lo Otro junto al arquitecto Juan Alberto García de Cubas. Lo Otro es una plataforma especializada en comisariado musical para museos e instituciones culturales, que desarrolla proyectos singulares desde una filosofía de transversalidad e interconexión entre las artes. En 2017 inaugura su sello discográfico, una línea editorial de producciones discográficas y audiovisuales a través de la cual verán la luz proyectos musicales singulares y diferenciadores, principalmente en los ámbitos de la música clásica, jazz y flamenco, así como proyectos innovadores e inclasificables. Es miembro del Comité Asesor de Música en Vena, organización sin ánimo de lucro dedicada a la mejora de las estancias hospitalarias a través de la música en directo. Marta Espinós es pianista apadrinada de la Fundación Joaquín Achúcarro para la conservación y desarrollo del legado del aclamado pianista a través de sus discípulos.

## Discografía
Estremada armonía: Cervantes en el piano español contemporáneo (Lo Otro, 2017).
Con motivo del IV Centenario de la muerte de Miguel de Cervantes. Incluye cinco encargos realizados a Tomás Marco, Benet Casablancas, Carlos Cruz de Castro,
Mercedes Zavala y César Cano, además de obras preexistentes de Manuel Angulo y José Zárate.